# ديناميكية نفسية

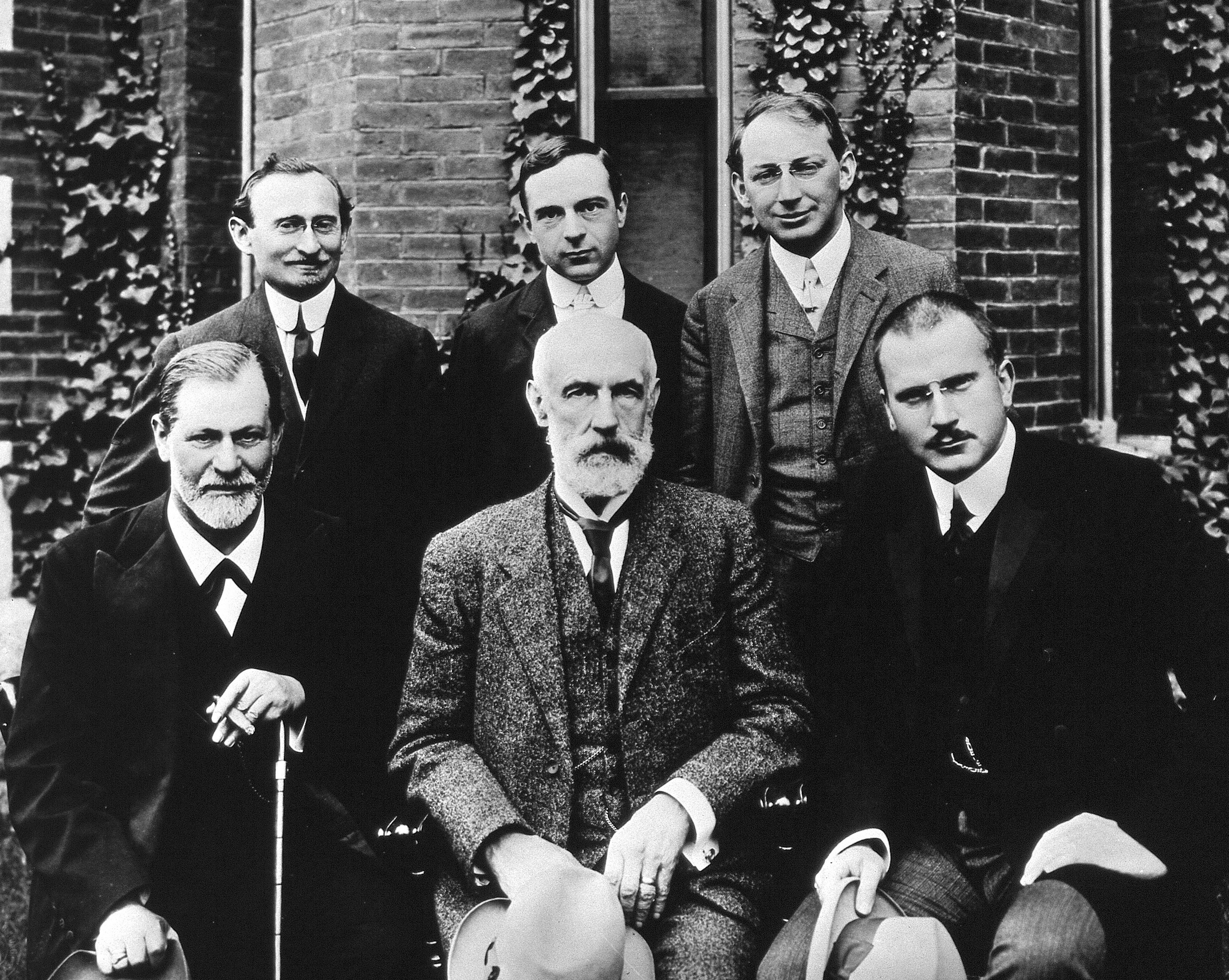
صورة تعود لشهر سبتمبر عام 1909 بجامعة كلارك في مدينة ورسستر بولاية ماساتشوستس الأمريكية. ويظهر في الصف الأمامي: سيغموند فرويد، غرانفيل ستانلي هال، كارل يونغ. وفي الصف الخلفي: أبراهام بريل، إيرنست جونز، شاندور فرنتسي.

الديناميكية النفسية أو ما يُعرف باسم علم النفس الديناميكي، بدلالته الأوسع، هي منهج في علم النفس يركز على دراسة القوى النفسية الكامنة وراء السلوك الإنساني والمشاعر والعواطف وإمكانية ارتباطها بالتجارب المبكرة. ويهتم بشكل خاص بالعلاقات الديناميكية بين دوافع الواعي واللاوعي.
يستخدم البعض مصطلح الديناميكا النفسية للإشارة إلى منهج التحليل النفسي الذي طوره سيغموند فرويد (1856-1939) وأتباعه. أُلهِم فرويد بنظرية الديناميكا الحرارية واستخدم مصطلح الديناميكا النفسية ليصف عمليات العقل كتدفقات من الطاقة النفسية (رغبة جنسية أو بسي (psi)) في دماغ معقد عضويًا.
هناك أربع مدارس كبرى للفكر فيما يخص المعالجة النفسية: الديناميكا النفسية والعلاج المعرفي السلوكي والعلاج الحيوي والعلاج الإنساني. في معالجة الضائقة النفسية، يميل العلاج النفسي الديناميكي إلى أن يكون أقل كثافة، بمعدل مرة أو مرتين في الأسبوع بالمقارنة مع التحليل النفسي الفرويدي التقليدي الذي يتطلب ثلاث إلى خمس جلسات علاجية في الأسبوع. تعتمد العلاجات الديناميكية النفسية على نظرية الصراع الداخلي، التي يعلو من خلالها السلوك المكبوت والعواطف إلى وعي المريض، فبشكل عام يكون صراع الفرد لاواعيًا.

## نظرة عامة
تُعرّف الديناميكا النفسية عمومًا على أنها دراسة ترابط الأجزاء المختلفة من العقل والشخصية أو النفس لارتباطها بالقوى العقلية والعاطفية والدوافعية بالأخص عجخرحبنولى مستوى اللاوعي. تقسم القوى العقلية المشاركة في الديناميكا النفسية عادةً إلى قسمين: (أ) التفاعل بين القوى العاطفية والدوافعية التي تؤثر على السلوك والحالة العقلية، وخاصةً على مستوً لاواعٍ، (ب) القوى الداخلية المؤثرة في السلوك: دراسة القوى العاطفية والدوافعية التي تؤثر في السلوك وحالات العقل.
اقترح فرويد أن الطاقة النفسية ثابتة (مما يعني أن التغيرات العاطفية تضمنت تغيرًا في موضع هذه الطاقة فقط) وأنها تميل إلى الراحة (الجاذب النقطي) عبر التفريغ (التطهير).
في علم نفس اختيار الشريك، تعَرَّف الديناميكا النفسية على أنها دراسة القوى والدوافع والطاقة المتولدة عن أعمق احتياجات الإنسان.
عمومًا، تدرُس الديناميكا النفسية تحولات وتبادلات «الطاقة النفسية» ضمن الشخصية. إحدى نقاط تركيز الديناميكا النفسية هي الصلة بين علم الطاقة والحالات العاطفية في الهو والأنا والأنا العليا بصفتها مرتبطة بتطورات وعمليات الطفولة الباكرة. حسب فرويد، تقع الأنا في مركز العمليات النفسية إذ يرى أنها تحارب القوى الثلاث: الهو والأنا العليا والعالم الخارجي. الهو هو الخزان اللاواعي للرغبة الجنسية، والطاقة النفسية التي تغذي الغرائز والعمليات النفسية. أما الأنا فيعمل مديرًا عامًا للشخصية، ويتخذ القرارات بالنظر للمتعة التي تتبع مطالب الهو، ومتطلبات سلامة الشخص، والقواعد الأخلاقية للأنا العليا التي يجب اتباعها. تشير الأنا العليا إلى مستودع القيم الأخلاقية لدى الفرد، ويُقسَّم إلى الوعي-استبطان قواعد وتنظيمات المجتمع- والأنا المثالية –استبطان أهداف الفرد. بالتالي، يركز النموذج النفسي الديناميكي الأساسي على التفاعلات الديناميكية بين الهو والأنا والأنا العليا. تحاول الديناميكا النفسية بالنتيجة تفسير أو تأويل السلوك أو الحالة العقلية من حيث العمليات أو القوى العاطفية الداخلية.

## التاريخ
استخدم فرويد مصطلح الديناميكا النفسية لوصف عمليات العقل كدفقات من الطاقة النفسية (الرغبة الجنسية) في دماغ معقد عضويًا. واستلهم هذه الفكرة من معلمه في السنة الأولى إرنست فون بروك في جامعة فيينا، الذي رأى أن كل الكائنات الحية، بما في ذلك الإنسان، هي عبارة عن أنظمة طاقة ينطبق عليها مبدأ حفظ الطاقة. يفيد المبدأ أن «كمية الطاقة الكلية في أي نظام فيزيائي دائمًا ثابتة، وأن كم الطاقة يمكن أن يتغير ولكن لا يتلاشى، وبالتالي فإن الطاقة المنقولة من جزء من النظام لا بد أن تظهر مجددًا في جزء آخر». يشكل هذا المبدأ جذر الأفكار الفرويدية، حيث تتحول الرغبة الجنسية، التي تعتبر بدئيًا طاقةً جنسية، إلى سلوكيات أخرى. ولكن، من الواضح حاليًا أن مصطلح الطاقة في الفيزياء يعني شيئًا مختلفًا عن مصطلح الطاقة المتعلقة بالوظيفة العقلية.
طور كل من كارل يونغ وألفريد أدلر وميلاني كلاين الديناميكا النفسية أكثر في البداية. وبحلول متنصف أربعينيات إلى خمسينيات القرن العشرين، أصبح التطبيق العام لـ «النظرية الديناميكية النفسية» راسخًا بصورة جيدة.[بحاجة لمصدر]
في كتابه بعنوان «مقدمة في الديناميكا النفسية: فرضية جديدة» لعام 1988، صرّح الطبيب النفسي ماردي جاي. هورويتز أن اهتمامه الخاص وافتتانه بالديناميكا النفسية بدأ خلال خمسينيات القرن العشرين، حين سمع رالف غرينسون، وهو محلل نفسي محلي مشهور تحدث إلى العامة عن مواضيع مثل «البشر الكارهون»، يتحدث عبر الراديو في جامعة كاليفورنيا بلوس أنجلوس. في مناقشته عبر الراديو ووفقًا لهورويتز فقد «وصف غرينسون بحماس السلوك العصبي والعمليات العقلية اللاواعية وربط نظرية الديناميكا النفسية بالحياة اليومية مباشرةً».
في خمسينيات القرن العشرين، اتخذ الطبيب النفسي الأمريكي-الكندي إريك بيرن من نموذج الديناميكا النفسية لفرويد، وبالأخص قسمه المتعلق ب «حالات الأنا»، أساسًا لتطوير علم نفس التفاعل الإنساني الذي دُعِي «التحليل التفاعلي»، الذي نظر إليه الطبيب جيمس آر. آلن على أنه «منهج معرفي سلوكي للعلاج وطريقة فعالة جدًا للتعامل مع النماذج الداخلية للنفس والآخرين بالإضافة للقضايا النفسية الديناميكية الأخرى». ذاعت النظرية في كتاب عام 1964 بعنوان «ألعاب يلعبها البشر»، إذ بيع منه نحو خمسة ملايين نسخة.

### الباحثون الفرنسيون الأوائل
هيأ الباحثون الأوائل في فرنسا الجو للمنهج الديناميكي النفسي. ألقى جان مارتن شاركو، على سبيل المثال، محاضراتٍ عن المسميرية أو التنويم المغناطيسي، وهي أفكار تناولها لاحقًا سيغموند فرويد الذي حضر محاضراته.  

### ويليام جيمس وبوريس سيديس: العقل الباطن
كان ويليام جيمس من أوائل مستخدمي مصطلح «العقل الباطن». نشر تلميذه بوريس سيديس كتبًا حول مواضيع شكلت أساسًا لكثير من أعمال فرويد، ولكنه استعمل مصطلح «لاواعي» واستبدله أحيانًا ب «قبل الواعي».

### سيغموند فرويد ونظرية التحليل النفسي
وفقًا لعالم النفس الأمريكي كالفن إس. هول، في كتابه لعام 1954 بعنوان «مبادئ في علم النفس الفرويدي»: 
«افتتن فرويد جدًا ببروك وسرعان ما أصبح ملقنًا بفيزيولوجيته الديناميكية. وبفضل عبقرية فرويد المتفردة، اكتشف لاحقًا بعد عشرين سنة أن قوانين الديناميكا يمكن أن تطبق على شخصية الفرد بالإضافة لجسده. وحين وجد فرويد اكتشافه هذا تابع ليخلق علم النفس الديناميكي. علم النفس الديناميكي هو العلم الذي يدرس تحولات وتبادلات الطاقة ضمن الشخصية. وكان هذا أعظم إنجازات فرويد، وأحد أعظم الإنجازات في العلم الحديث، وهو بالتأكيد حدث هام في تاريخ علم النفس.»
حسب فرويد، تقع الأنا في مركز العمليات النفسية إذ يرى أنها تحارب القوى الثلاث: الهو والأنا العليا والعالم الخارجي. بالتالي، يركز النموذج النفسي الديناميكي الأساسي على التفاعلات الديناميكية بين الهو والأنا والأنا العليا. تحاول الديناميكا النفسية بالنتيجة تفسير أو تأويل السلوك أو الحالة العقلية من حيث العمليات أو القوى العاطفية الداخلية. في كتاباته حول «محرك السلوك الإنساني»، استخدم فرويد الكلمة الألمانية «تريب»، والتي تترجم إلى الغريزة أو الدافع.
في ثلاثينيات القرن العشرين، بدأت ابنة سيغموند فرويد آنا بتطبيق نظريات أبيها في الديناميكا النفسية للـ«أنا» على دراسة حول الارتباط الأبوي-الطفلي وبالأخص الحرمان وبذلك طورت علم نفس الأنا.

### كارل يونغ وعلم النفس التحليلي
في مطلع القرن العشرين، وخلال تلك السنوات الحاسمة، تبع طبيب نفسي سويسري يُدعى كارل يونغ كتابات فرويد وأرسل إليه نسخًا من مقالاته وكتابه الأول عام 1907 بعنوان «علم نفس الفُصام»، والذي أيد فيه الرؤية الديناميكية النفسية الفرويدية، على الرغم من تمسكه ببعض التحفظات. في ذلك العام، دعا فرويد يونغ ليزوره في فيينا. ويُقال إنهما انجذبا لبعضهما كثيرًا وتكلما بشكل متواصل لثلاثة عشر ساعة. ونتج عن ذلك علاقة مهنية تراسلا فيها أسبوعيًا لمدة ست سنوات.
تشمل إسهامات كارل يونغ في علم نفس الديناميكا النفسية ما يلي:
1. تميل النفس إلى الكمال.
2. تتألف النفس من الأنا واللاوعي الشخصي واللاوعي الجماعي. ويحوي اللاوعي الجماعي[17] الأنماط الأولية التي تظهر بطرق خاصة بكل فرد.
3. الأنماط الأولية تتألف من التوترات الديناميكية وتظهر عفويًا في النفس الفردية والجماعية. وهي طاقات ذاتية شائعة لدى النوع البشري. وتعطي النفس صفاتها الديناميكية وتساعد في تنظيمها. وتُلاحَظ تأثيراتها في عدة أشكال وعبر الثقافات.
4. الوظيفة المتسامية: ظهور الثالث يؤكد الانقسام بين التوترات القطبية الديناميكية ضمن بنية الأنماط الأولية.
5. الاعتراف بالبعد الروحاني للنفس الإنسانية.
6. دور الصور التي تنشأ عفويًا في النفس البشرية (تشمل الصور الترابط بين التأثير والصور والغريزة) لتتواصل العمليات الديناميكية التي تحدث في اللاوعي الشخصي والجماعي، ويمكن استخدامها لمساعدة الأنا في الانتقال باتجاه الكمال النفسي.
7. الاعتراف بتعددية النفس والحياة النفسية، ووجود العديد من المبادئ المنظمة داخل النفس، وأنها تكون أحيانًا في صراع.